# Palmarès dell'Associação Desportiva de Valongo
L'Associação Desportiva de Valongo nella sua storia si è aggiudicato un campionato portoghese e una Supercoppa del Portogallo. A livello europeo i migliori risultati sono stati una semifinale di Coppa dei Campioni nella stagione 1977-1978 e due semifinali di Coppa CERS nelle annate 1981-1982 e 1994-1995.

## Competizioni ufficiali
3 trofei

### Competizioni nazionali
2 trofei
- Campionato portoghese: 1

2013-2014
- Supercoppa del Portogallo: 1

2014

### Competizioni internazionali
1 trofeo
- Supercoppa d'Europa/Coppa Continentale: 1

2022-2023

## Altri piazzamenti

### Competizioni nazionali
- Campionato portoghese

3º posto: 1977, 1980, 1981
- Coppa del Portogallo

Finale: 2017-2018
Semifinale: 1975-1976, 2008-2009, 2010-2011, 2012-2013
- Elite Cup

Semifinale: 2018

### Competizioni internazionali
- Coppa dei Campioni/Champions League/Eurolega

Semifinale: 1977-1978
- Coppa CERS/WSE

Semifinale: 1981-1982, 1994-1995